# НижегородгражданНИИпроект
МП ИРГ НижегородгражданНИИпроект (муниципальное предприятие институт развития города) — старейший проектный институт в области строительства, архитектуры и градостроительства Нижегородской области и города Нижнего Новгорода. Находится по адресу пл. Свободы, 1.

## История института
Предприятие берет своё начало с 20 апреля 1928 года, когда на заседании президиума Нижегородского губернского Исполнительного комитета было принято решение о создании проектного бюро. Первым заведующим института был назначен Алексей Георгиевич Панютин, а главным инженером — Константин Дмитриевич Блохин. Первый коллектив института состоял из 18 человек. Из института выходили многие талантливые архитекторы города. К 1929 году институт был переведён в статус бюро. Во время Великой Отечественной войны многие сотрудники ушли на фронт. В 1980-х роль института в гражданском строительство повысилась, в особенности ценность его была высока для Нижегородской области. До 1990 года институт имел филиалы в Арзамасе, Выксе, Кстове и Павлове. Численность на тот год сотрудников составила 1190 человек. В 1994 году институт передается в муниципальную собственность и становится муниципальным институтом развития города «НижегородгражданНИИпроект».
С 2011 года директором института стал Усанов Евгений Васильевич.
Главный архитектор института — Карцев Юрий Николаевич

К концу 2014 институт подошёл с убытками, доходы муниципального предприятия сократилась почти в два раза.
Институт «НижегородгражданНИИпроект» тесно сотрудничает с государственным архитектурно-строительным университетом города Нижнего Новгорода (ННГАСУ). Организация ликвидирована 17 апреля 2020 года. Правопреемником организации стало Муниципальное бюджетное учреждение «Нижегородгражданпроект», созданное на основании Постановления администрации города Нижнего Новгорода от 31 июля 2020 года № 2576.

## Деятельность
- Разработка градостроительной документации (генеральные планы городов и населённых пунктов Нижегородской области, комплексные схемы градостроительного планирования, проекты планировки и застройки жилых районов);
- Архитектурно-строительное проектирование (жилые и общественные здания).
- Проектирование объектов и коммуникаций инженерной инфраструктуры.
- Информационно-аналитическая деятельность.

## Спроектированные объекты

### Жилые дома
Проекты жилых домов в Советском, Сормовском, Приокском, Канавинском, Нижегородском районах и в микрорайоне «Медвежья долина» г. Нижнего Новгорода (в том числе и с подземными парковками). Жилая группа в Канавинском районе г. Нижнего Новгорода. 17-этажный жилой дом со встроенными помещениями и подземной автостоянкой по Казанскому шоссе г. Нижнем Новгороде.

### Школы
- Школа № 81 в Сормовском районе г. Нижнего Новгорода
- Школа в селе Дивеево Нижегородской области
- Общеобразовательная школа на 1000 учащихся со спортивно-досуговым центром в г. Нижнем Новгороде[6]
- Пристрой к школе № 151 в Советском районе г. Нижнего Новгорода

### Объекты культуры
- Дом культуры в рабочем посёлке Воскресенское Нижегородской области
- Нижегородский театр «Комедія» (За архитектурное решение объект награждён в 2001 году Государственной премией в области литературы и искусства.)
- Звонница Набатного Колокола у Кремлёвской стены г. Нижнего Новгорода[7].
- Реконструкция ул. Большая Покровская г. Нижнего Новгорода
- Центр Славянской культуры в селе Дивеево Нижегородской области
- Нижегородский планетарий

### Объекты здравоохранения
- Офисно-медицинский центр с подземной стоянкой г. Нижнего Новгород
- Реконструкция здания под гинекологическую больницу в Приокском районе г. Нижнего Новгорода
- Корректировка проекта пристроя к зданию приемно — диагностического отделения НИИ детской гастроэнтерологии Нижнего Новгорода
- Реконструкция пансионата «Жемчужина» в гинекологическую больницу
- Ведётся проект разработки Нижневолжской набережной[8]

### Объекты спорта
- Реконструкция Нижегородского Дворца спорта Профсоюзов «Нагорный» г. Нижний Новгород
- Реконструкция стадиона «Динамо» г. Нижний Новгород
- Спортивный комплекс Нижегородского училища олимпийского резерва по улице Ванеева в Советском районе г. Нижний Новгород[9].
- Физкультурно-оздоровительный комплекс в микрорайоне «Галанино» г. Городца Нижегородской области

### Объекты торговли и административные здания
- Проект реконструкции административного здания в Советском районе г. Нижнего Новгорода
- Многоярусная автостоянка закрытого типа
- Проект реконструкции рынка автозапчастей в Ленинском районе г. Нижнего Новгорода
- Торговый центр «Мега» в дер. Федяково Нижегородской области

### Прочие объекты
- Проект планировки и межевания территорий для строительства высокоскоростной железнодорожной магистрали «Москва — Казань — Екатеринбург» на участке, проходящем по Нижегородской области[10].

## Заслуги института
Многие сотрудники удостоены звания «Заслуженный архитектор Российской Федерации», «Заслуженный строитель Российской Федерации» и «Почетный строитель Российской Федерации».
- 1999 г. — Малая медаль РААСН и Диплом за лучшую работу в области градостроительства 1998 г. за «Экологическую программу г. Н. Новгорода».
- 1999 г. — Малая медаль РААСН и Диплом за лучшую работу в области градостроительства 1998 г. за «Генеральный план развития г. Н. Новгорода».
- 2001 г. — Почётный Диплом «Зодчество 2001» за «Генеральный план развития г. Н. Новгорода».
- 2003 г. — Диплом Госстроя России за «Территориальную комплексную схему градостроительного планирования развития территории Нижегородской области».
- 2003 г. — Диплом «Зодчество 2003» за «Генеральный план г. Арзамаса Нижегородской области».
- 2004 г. — Бронзовый диплом «Зодчество 2004» за «Проект планировки и межевания территории Октябрьского бульвара в городе Нижнем Новгороде».
- 2005 г. — Бронзовый диплом «Зодчество 2005» за «Комплексную схему территориального планирования Владимирского сельского совета Воскресенского района».
- 2006 г. — Диплом «Зодчество 2006» за «Генеральный план совмещённый с проектом планировки села Дивеево Нижегородской области».
- 2007 г. — Золотой Диплом «Зодчество 2007» за «Генеральный план города Городца Нижегородской области»[11][12][13][14].
- 2007 г. — Грамота международной ассоциации союзов архитекторов за «Генеральный план города Городца Нижегородской области».
- 2008 г. — Диплом Российской Академии архитектуры и строительных наук за «Генеральный план города Городца Нижегородской области» — за лучшую работу в области градостроительства за 2007 год[15].
- 2012 г. — Почётный вымпел «За большой вклад в развитие города» Нижнего Новгорода[16].
- 2012 г. — Диплом фестиваля «Зодчество» «Проект планировки центральной части муниципального образования Город Архангельск»[17][18].
- 2014 г. — лауреат премии Нижнего Новгорода за архитектурное и градостроительное решение территории улицы Рождественской и района Нижневолжской набережной[19][20].
- 2015 г. — диплом за концепцию пространственного развития Волжской набережной г. Нижнего Новгорода[21].